# Annette Stroyberg
Annette Stroyberg, auch Annette Vadim, geboren als Annette Susanne Strøyberg (* 7. Dezember 1936 in Rynkeby auf Fünen, Dänemark; † 12. Dezember 2005 in Kopenhagen) war ein dänisches Fotomodell und Schauspielerin in französischen und italienischen Filmen.

## Leben

### Berufliche Anfänge in Paris
Annette Stroyberg wuchs nach dem frühen Tod ihres Vaters, eines Arztes, in Kopenhagen auf und ging im Alter von 19 Jahren nach Paris. Dort wurde sie aufgrund ihrer Schönheit für die Modefotografie entdeckt. Sie arbeitete zunächst als Foto- und Werbemodell für Marken wie Tuborg-Bier und war u. a. in der Zeitschrift Elle abgelichtet. 
Im Jahr 1957 lernte sie den Regisseur Roger Vadim kennen, der sich im selben Jahr von Brigitte Bardot scheiden ließ und im Juni 1958 Stroyberg, die eine verblüffende Ähnlichkeit mit Bardot besaß, heiratete. 1958 wurde beider Tochter Nathalie geboren, die in späterer Zeit gelegentlich ihrem Vater beim Film assistierte. 1959 gab Annette Stroyberg ihren Einstand beim Film und nannte sich zunächst Annette Vadim.

### Beim Film
Im Film debütierte Stroyberg im Februar 1959 in der zweiten weiblichen Hauptrolle, der Marianne Tourvel, in Vadims Inszenierung der Gefährliche Liebschaften nach dem Briefroman von Choderlos de Laclos an der Seite von Gérard Philipe und Jeanne Moreau und trat mit Vadim in Das Testament des Orpheus von Jean Cocteau auf. 
1960 wurde sie von Vadim geschieden und nannte sich wieder Annette Stroyberg. Unter diesem Namen gelang ihr noch im selben Jahr ein kleiner Erfolg mit dem erotischen Vampirfilm …und vor Lust zu sterben, ihrer letzten Zusammenarbeit mit Vadim. 
Danach trat sie in mittelmäßigen italienischen und französischen Unterhaltungsfilmen auf. Die Wochenzeitung Die Zeit nannte Stroybergs mangelhafte darstellerische Fähigkeiten „unerträglich exaltiert“.

### Jet-Set-Leben und Rückkehr nach Dänemark
Nachdem Mitte der 1960er Jahre weitere Angebote ausblieben, begann Annette Stroyberg ein Jet-Set-Leben, das sie rund um die Welt führte. Zahlreiche Affären mit Prominenten aus der Filmwelt sowie Vertretern des Geldadels wurden ihr nachgesagt. In Rom lernte sie einen marokkanischen Zuckerfabrikanten kennen, wurde seine Ehefrau und lebte mit ihm in Marokko und New York. Die Ehe, aus der ein Sohn namens Yan hervorging, hielt drei Jahre. 
Ihr dritter Ehemann war ein griechischer Reeder, Gregory Callimanopulis, mit dem sie ein 14-Zimmer-Apartment an der Park Avenue in New York bezog. Mit ihm hatte sie einen Sohn namens Pericles. Nach 15 Jahren endete die Ehe, und Stroyberg kehrte nach Dänemark zurück.
Ihre letzten Lebensjahre verbrachte sie in Kopenhagen. Dort starb sie im Alter von 69 Jahren an Krebs. Kurz zuvor veröffentlichte sie ihre Autobiografie, Skandaløse forbindelser (auf dt.: Skandalöse Beziehungen).

## Filmografie (Kinofilme komplett)
- 1959: Gefährliche Liebschaften (Les liaisons dangereuses)
- 1959: Das Testament des Orpheus (Le Testament d’Orphée)
- 1960: …und vor Lust zu sterben (…et mourir de plaisir)
- 1961: Der berittene Karabiniere (Il carabiniere a cavallo)
- 1962: I Don Giovanni della Costa Azzurra
- 1962: Schwarze Seele (Anima nera)
- 1962: Verliebt in scharfe Kurven (Il sorpasso)
- 1963: Heirat auf sizilianisch (La smania addosso)
- 1963: Un soir... par hasard
- 1965: Lo scippo